# Amorphophallus aphyllus
Amorphophallus aphyllus är en kallaväxtart som först beskrevs av William Jackson Hooker, och fick sitt nu gällande namn av John Hutchinson. Amorphophallus aphyllus ingår i släktet Amorphophallus och familjen kallaväxter. Inga underarter finns listade.